# Consac
Consac é uma comuna francesa na região administrativa da Nova Aquitânia, no departamento de Charente-Maritime. Estende-se por uma área de 9,13 km². Em 2010 a comuna tinha 223 habitantes (densidade: 24,4 hab./km²).